# Магомедхан Гамзатханов
Магомедхан Аманулаевич Гамзатханов (на руски: Магомедхан Аманулаевич Гамзатханов) е бивш руски боец в тежка категория по смесени бойни изкуства (MMA) и самбист.

## Биография
През 1979 г. Волк Хан започва да тренира с 5-кратния световен шампион по борба в свободен стил Али Алиев в град Тула. През 1981 г. започва 2-годишна военна служба, след което тренира самбо при Виктор Лисенко.
Завършва полицейска академия в Москва през 1984 г. От 1991 г. до 2001 г. се състезава за отбора РИНГС по ММА.

## Отличия
- 1994 Mega Battle Tournament – шампион[3]
- 1996 Mega Battle Tournament – шампион
- 1995 Mega Battle Tournament – полуфиналист
- 1997 Mega Battle Tournament – полуфиналист